# Megaselia lucipleura
Megaselia lucipleura är en tvåvingeart som beskrevs av Borgmeier 1962. Megaselia lucipleura ingår i släktet Megaselia och familjen puckelflugor. Inga underarter finns listade i Catalogue of Life.